# Аниноаса (Валча)
Аниноаса (рум. Aninoasa) насеље је у Румунији у округу Валча у општини Главиле. Oпштина се налази на надморској висини од 259 m.

## Становништво
Према подацима из 2002. године у насељу је живело 323 становника, од којих су сви румунске националности.